# صدای جنس ماده هنگام آمیزش جنسی
این مقاله به بررسی صداهایی می‌پردازد که جنس ماده در نخستی‌سانان، از جمله انسان و غیر نخستی‌سانان، هنگام آمیزش جنسی ممکن است از خود تولید کند. صداهایی که پیش از آمیزش جنسی و به منظور جذب جفت ایجاد می‌شوند را فراخوان جفت‌گیری گویند.
در نخستی‌سانان این صداها عموماً در پایان جفت‌گیری شنیده می‌شوند و از نظر فراوانی، شکل و بسامد در میان گونه‌ها متفاوت هستند. دانشمندان در رابطه با این نکته متفقند که این صداها بر اثر فرگشت، تکامل یافته‌اند و جنس ماده برای روبرو شدن با مشکلاتی نظیر کودک‌کشی و نیز به جهت به‌چنگ آوردن اسپرم با کیفیت بالا از آن‌ها بهره می‌برد.
در غیر نخستی‌سانان، این صداها عموماً پیش از جفت‌گیری و به منظور جذب جفت صورت می‌گیرند. بسامد این صداها ممکن است از ۱۴ هرتز تا ۷۰٬۰۰۰ هرتز در نوسان باشد. یکی از مهم‌ترین کارکِردهای این صداها، برانگیختن هرچه بیش‌تر جنس نر هنگام جفت‌گیری یا آمیزش جنسی است. همچنین گفته می‌شود این صداها باعث جذب نرهای قوی‌تر و در نتیجه از میدان به‌در شدن نر ضعیف‌تری که در حال جفت‌گیری با جنس ماده است، نیز می‌گردند. این موضوع با بهره‌گیری از نظریهٔ انتخاب جنسی تبیین و توصیف می‌شود.
در انسان‌ها، صداهایی که زنان هنگام سکس تولید می‌کنند را به اوج لذت جنسی و ابراز لذت نسبت می‌دهند. همچنین زنان به جهت افزایش عزت نفس مردان و تسریع فرایند انزال در آنان، ممکن است که به صورت ارادی این صداها را هنگام آمیزش تولید کنند.

## در نخستی‌سانان غیرانسان

### تولید، بسامد و شکل

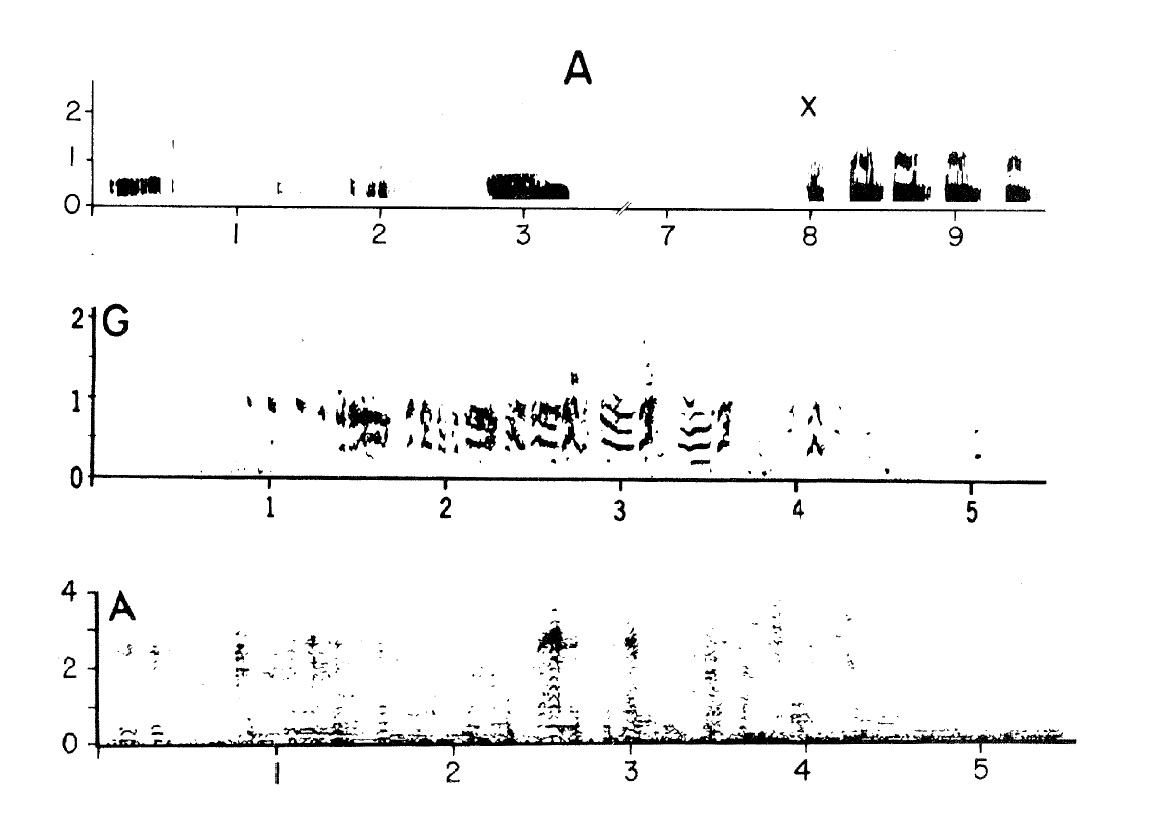
صدانگاره جفت‌گیری جنس ماده در انسان (بالا)، بابون (میانه) و گیبون (پایین) که زمان روی محور اکس و بسامد روی محور وای نشان داده شده‌است.

در نخستی‌سانان غیرانسان، در اواخر جفت‌گیری یا حتی پس از اتمام آن شنیده می‌شوند. درصد نخستی‌سانان غیرانسان که روی صدای جفت‌گیریشان مطالعه شده متفاوت است. به‌طور مثال بوزینه‌های دم‌بلند در ۸۰٪ موارد، پس از اتمام آمیزش جنسی از خود صدا تولید می‌کنند. این رقم در مقایسه، به‌طور مثال برای شامپانزه‌ها و بوزینه‌های تونکین به ترتیب ۷۸٫۸ و ۶ درصد بوده‌است. دانش کمی در رابطه با دلیل این تفاوت درون‌گونه‌ای داریم که ناشی از عدم پژوهش‌های پی‌درپی است. گونه‌های آزمایش شده از نظر شمار برای تعمیم استنباط به همگی گونه‌ها کافی نبوده‌اند.
یکی دیگر از جنبه‌های صداهای آمیزش جنسی که در میان گونه‌ها متفاوت است، شکل صداهاست. در ماکاک‌ها و عنترهای دم‌کوتاه این صداها به صورت ناله یا خرخر شنیده می‌شوند در حالی که در گونه‌های دیگر چون میمون‌های راهب و شامپانزه‌ها صداها به صورت جیغ‌زدن به گوش می‌رسند. کیفیت و ساخت این صداها را با بررسی و تحلیل اسپکتروگرام یا طیف‌نگارهٔ آن‌ها از نظر بسامد با یک‌دیگر مقایسه می‌کنند. بر همین پایه برخی گونه‌ها صداهای ساختارمندتر و پیچیده‌تری از دیگر گونه‌ها تولید می‌کنند. این، به میزان بی‌بندوباری جنسی جانور ربط داده شده به گونه‌ای که جانوران بی‌بندوبارتر از نظر جنسی، صداهای بلندتر و تراش‌دارتری از خود تولید می‌کنند تا اطلاع‌رسانی بهتری از خود صورت دهند و طبق نظریهٔ علامت‌دهی، خود را بهتر تبلیغ کنند.

### کارکرد انطباقی
صداهای جفت‌گیری در نخستی‌سانان گونه‌ای کارکرد سازگاری به همراه داشته و به منزلهٔ انتخاب جنسی عمل می‌کنند. این صداها سبب جذب جنس ماده شده و بر گزینش جفت تأثیر می‌گذارند. نظریه‌های گوناگونی در رابطه با کارکرد انطباقی صداهای تولیدشده توسط جنس ماده در نخستی‌سانان وجود دارد و پژوهش‌ها در این زمینه همچنان ادامه دارند.
با این حال بر این حقیقت که این صداها کارکرد انطباقی برای حل مشکل موفقیت تولید مثل دارند، اتفاق نظر وجود دارد. به عبارت دیگر می‌شود گفت که این صداها برخی مشکلاتی که در راه زادوولد فرزند و بقاء آن وجود دارد را مرتفع می‌کنند. یکی از این مشکلات می‌تواند پدیدهٔ کودک‌کشی باشد. برای جلوگیری از کودک‌کشی، بابون‌های ماده صداهایی را هنگام جفت‌گیری تولید می‌کنند تا نرهای دیگر را جذب کرده و با آمیزش با چندین نر، سبب سردرگمی آن‌ها در رابطه با این‌که کدام یک پدر توله هستند، بشوند. این سردرگمی نرها سبب حملات کم‌تر و در نتیجه آسیب کم‌تر به توله‌ها می‌شود. همچنین جفت‌گیری‌های بیش‌تر باعث افزایش شانس رقابت اسپرمی و در نتیجه به دست آوردن اسپرم با کیفیت بهتر توسط ماده می‌گردد. این مسئله به‌ویژه برای گونه‌هایی که ژن‌های خوب را از راه علامت صادقانه تبلیغ نمی‌کنند، حائز اهمیت است.
صداهای پس از جفت‌گیریِ جنس ماده، رفتار حمایتی و تدافعی را در جفت اولیه‌اش برمی‌انگیزد. این 'تمرکز والدانه' دو نتیجه در برخواهد داشت. نخست این‌که سازواری نر افزایش می‌یابد و به او اجازه می‌دهد نرهای جذب‌شده را دور کند. در این صورت جنس ماده نه تنها یک محافظ برای خود پیدا کرده که جلو کودک‌کشی توسط دیگران را می‌گیرد، بلکه این بدان معنی است که او توسط یک هم‌نوع که احتمالاً از ژن‌های بهتری برخوردار است باردار شده‌است. دیگر این‌که چنانچه جنس نر نتواند از وی دفاع کند، جنس ماده می‌تواند با نرهای تازه‌وارد جفت‌گیری کند و همان‌طور که گفته شد، سبب رقابت برای اسپرم و نیز پیش‌گیری از کودک‌کشی شود. همچنین این صداهای تولید شده توسط جنس ماده حامل اطلاعاتی در رابطه با سلسله‌مراتب چیرگی جنس نری که وی با او جفت‌گیری کرده هستند که این خود به جنس ماده اجازه می‌دهد بر احتمال وقوع حمله و درگیری بین نرها تأثیر بگذارد.
بدین ترتیب صداهای جفت‌گیری هدفی بیش از تنها کاکرد انطباقی را دنبال می‌کنند. هیچ‌گونه پیشامدهای ناسازگار برای حل دو مشکل توصیف شده در بالا یعنی پیش‌گیری از کودک‌کشی و دریافت اسپرم با کیفیت بالا مشاهده نشده‌است. با این حال با در نظر گرفتن چرخهٔ قاعدگی جنس ماده، می‌توان رقابت اسپرمی را به مثابه نخستین مسبب ایجاد این صداها در نظر نگرفت. دقیق‌تر این‌که جنس ماده حتی در جفت‌گیری‌هایی که هدفشان حاملگی نیست نیز این صداها را تولید می‌کند و این باعث شده تا مسبب نخستین تولید این صداها را تنها جذب هرچه بیش‌تر نرها و در نتیجه ایجاد سردرگمی والدی و نه رقابت اسپرمی بدانند. جنس ماده هیچ علاقه‌ای مبنی بر تبلیغ آمادگی‌اش برای جفت‌گیری یا لقاح ندارد؛ چه، در این صورت نرها با دانستن در این رابطه شانس سردرگمی والدی را کاهش می‌دهند و پدیدهٔ کودک‌کشی توسط دیگر نرها افزایش می‌یابد. به این گونه مخفی‌کاری تخمک‌گذاری مخفی (Concealed ovulation) گفته می‌شود که بخشی از جفت‌گیری ماده نابارور (Extended female sexuality) است.

### فواید دیگر
نخستی‌سانان ماده که بی‌بندوباری جنسی از خود بروز می‌دهند، علاوه بر پیش‌گیری از کودک‌کشی با صداهایی که از خود در هنگام آمیزش تولید می‌کنند، قادرند به مزایای غیر ژنتیک هم دست یابند. این صداها، به غیر از نری که جفت جنس ماده است، نرهای دیگر را نیز به جنس ماده جلب می‌کنند که ممکن است جنس ماده با آن‌ها به دفعات رابطهٔ جفت‌گیری یا آمیزش برقرار کند. در نتیجه، نرهایی که با آن ماده با آن‌ها جفت‌گیری داشته ممکن است برای او خوراک تأمین کنند که این یک مزیت غیر ژنتیک برای جنس ماده است. این بی‌بندوباری جنسی برای جنس ماده شانس تولید مثل یا موفقیت تولید مثل را افزایش می‌دهد. این راهبرد برای به دست آوردن منافع مادی از جفت‌گیری با نرهای متعدد در غیر نخستی‌سانان نیز مشاهده می‌شود.

## در غیر نخستی‌سانان

### تولید
غیرنخستی‌سانان نیز همچون نخستی‌سانان در هنگام جفت‌گیری و پس از آن از خود صدا تولید می‌کنند. صداهایی که پیش از جفت‌گیری تولید شوند را فراخوان جفت‌گیری می‌نامند. یکی از کاربردهای صداهای جفت‌گیری تبلیغ آمادگی جنسی است و بیش‌تر نیز نرها برای جذب ماده‌ها از این روش بهره می‌برند. به‌طور کلی، غیرنخستی‌سانان بیش‌تر، پیش از جفت‌گیری از خود صدا تولید می‌کنند که نمونه‌هایی از آن در قورباغه‌های نر و جیک‌جیک‌های آهنگین گنجشک خانگی مشاهده شده‌است.

### ویژگی‌ها

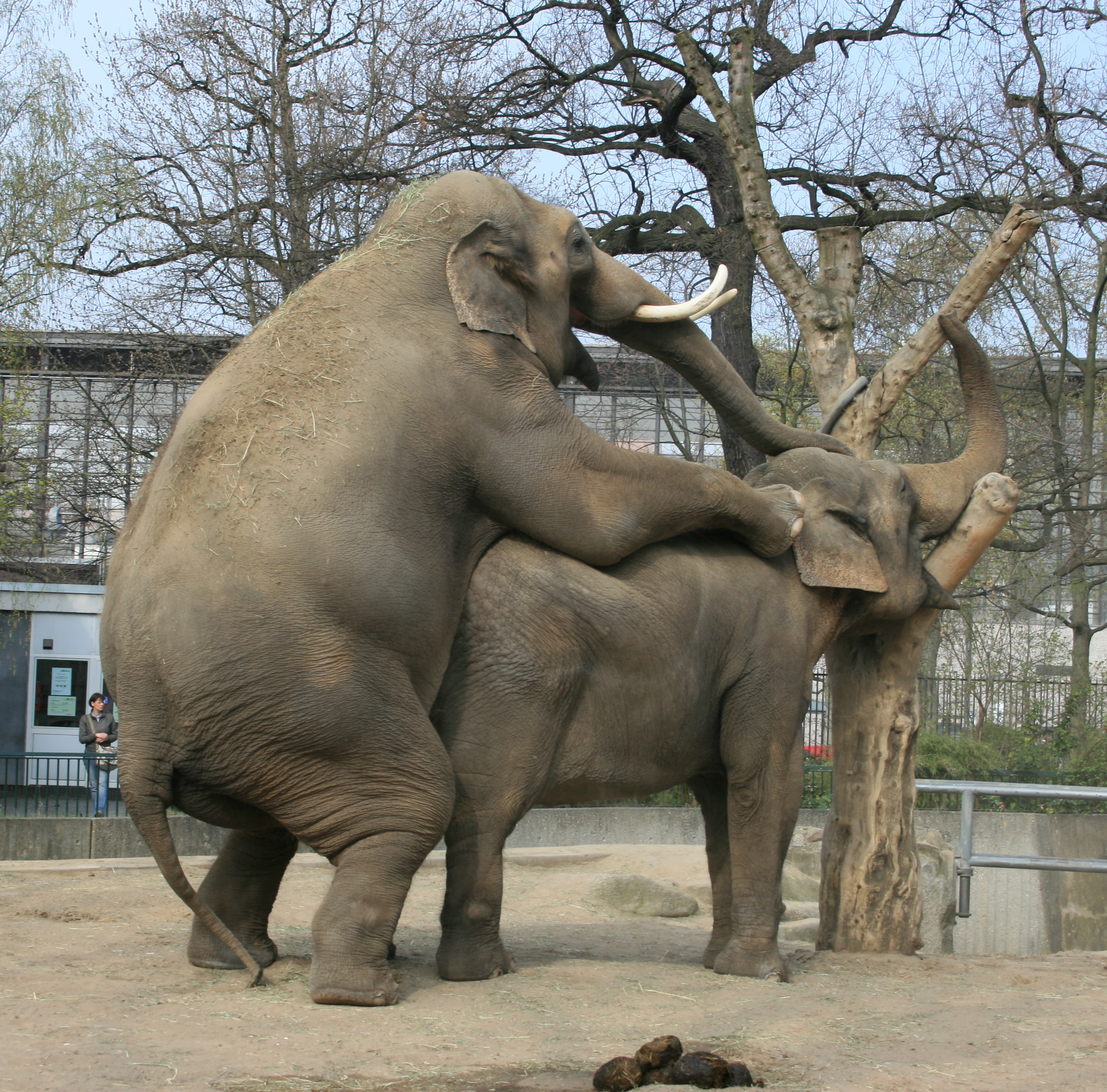
جفت‌گیری در فیل‌ها

برای درک کارکرد صداهای حین آمیزش جنسی می‌بایست به تحلیل بسامد آن‌ها پرداخته شود. گوناگونی زیادی میان بسامد صدهای جفت‌گیری میان گونه‌های جانوران از ۱۴ هرتز تا ۷۰٬۰۰۰ هرتز نیز به ثبت رسیده‌است. برای مثال موش‌ها، پیش از جفت‌گیری به‌طور مداوم صدای با بسامد ۷۰٬۰۰۰ هرتز تولید می‌کنند. سپس بسامد را تا ۴۰٬۰۰۰ هرتز پایین می‌آورند. از همین روی آن‌ها از دو کرانهٔ صوتی باری جذب جفت بهره می‌گیرند. در موش‌ها بیش‌تر نرها فراخوان جفت‌گیری از خود تولید می‌کنند. آنان از فراصوت (بیش از ۲۰٬۰۰۰ هرتز که گوش بشر قابل به درک آن نیست) برای جذب ماده‌ها بهره می‌گیرند که این یک مشخصه مربوط به انتخاب جنسی است.
از سوی دیگر ماده فیل‌های آفریقایی صداهایی با بسامد ۱۴ تا ۳۵ هرتز تولید می‌کنند که پیش از جفت‌گیری و در هنگام آن قابل شنیدن است. این صداها به سبب کم‌بسامد بودن، از چندین کیلومتر دورتر نیز قابل شنیدن هستند که این خود باعث هرچه راحت‌تر شدن دریافت علامتشان می‌شود. ماده فیل‌ها از این صداها همچنین برای برانگیختن رفتار جفت‌گیری نرها بهره می‌برند که این صداها مورد توجه جنس نر قرار می‌گیرد و سبب می‌شود فیل نر با هر نر تازه‌واردی که قصد جفت‌گیری با ماده فیل را داشته باشد، بجنگد و با ماده‌های خوش صدا تر جفت‌گیری کنند. در سنجاب‌های زمینی کلمبیا نیز علاوه بر ماده‌ها، نرها هم برای اعلام آمادگی و حضورشان به دیگران پس از جفت‌گیری صداهایی از خود تولید می‌کنند. همچنین در برخی گونه‌ها ماده‌ها علاوه بر اینکه برای وفادار ساختن جفت خود، اقدام به تولید صدا هنگام جفت‌گیری می‌کنند، گاهی برای دور کردن و دفع وی نیز چنین می‌کنند. برای مثال مرغ جنگلی سرخ ماده برای پیش‌گیری از جفت‌گیری ناخواسته یا اتمام سریع‌تر جفت‌گیری، اقدام به تولید صداهایی می‌کند تا نرهای دیگر با جفت وی وارد نزاع شوند. عنکبوت ماده برای اعلام آمادگی‌اش برای جفت‌گیری، اقدام به جیرجیر کردن می‌کند تا نرها را از این موضوع مطلع کند و در هنگام جفت‌گیری نیز به این کار ادامه می‌دهد تا حرکات اندام جنسی جفت نر خود را کنترل کند.
نیاز به یادآوری است که جذب جفت‌های دیگر که از راه تولید صدا هنگام جفت‌گیری صورت می‌پذیرد، می‌تواند فوایدی دربرداشته باشد. جیرجیرک ماده که با چندین جفت نر جفت‌گیری می‌کند، از این راه می‌تواند به بیش‌ترین هدایای جفت‌گیری (nuptial gift) و در نتیجه تخم‌گذاری بیش‌تر و موفقیت تولید مثل دست یابد.

## در انسان‌ها
در انسان‌ها ایجاد غیراختیاری این صدا که از آن به «نالهٔ عاشقان» هم تعبیر شده متداول است. نظریه‌های پیرامون صداهایی که زنان هنگام سکس از خود تولید می‌کنند حتی گسترده‌تر نیز هست. از سوی دیگر تحقیقات حاکی از آنند که گونه‌ای طرح‌واره‌های ارتباطی در این صداها وجود دارد که دیگر مردان را، در صورتی که آن را بشنوند، ترغیب به هم‌خوابگی و در نتیجه وادار به رقابت برای به دست آوردن اسپرم برتر توسط زن می‌کند. یک مطالعه نشان داده که هرچه زن به اوج لذت جنسی نزدیک‌تر می‌شود، بر شدت این صداها افزوده می‌گردد و در هنگام ارگاسم، تندتر شده به گونه‌ای که آهنگ نت‌های آن و فاصله بین نت‌ها مساوی و هم‌آهنگ می‌شوند. این اتفاق به‌ویژه هنگامی که دخول آلت جنسی مردانه به واژن باشد، بیشتر رخ می‌دهد. زن از این راه با تحریک شریکش و به ارگاسم رساندن وی، سبب می‌شود منی هرچه بیشتر به دهانهٔ رحم نفوذ کرده و به واژن هنگامی که در آرامش قرار می‌گیرد، وارد شود. همچنین برخی زنان از این صداها برای ترغیب شریکشان به ماندن با آن‌ها بهره می‌برند. در پژوهشی مشخص شد که زنانی که احتمال بی‌وفایی از سوی شریکشان را می‌دادند، از صداهای هنگام آمیزش جنسی برای جعل ارگاسم و دیگر رفتارها به جهت نگه داشتن شریکشان در رابطه با خود بهره می‌بردند.
از سوی دیگر مطالعات تازه بیانگر آن است که آهنگ صداهایی که زنان هنگام آمیزش تولید می‌کنند، نه با ارگاسم خودشان، که با فرایند انزال شریکشان هم‌آهنگ است. در این مطالعه مشخص شد که این صداها برای مردان هیجان‌انگیز و تحریک‌کننده‌اند و زنان به این نکته واقف بوده‌اند. برخی زنان در این مطالعه اظهار داشتند که این صداها را ایجاد می‌کنند تا شریکشان زودتر به انزال برسد، بیشتر لذت ببرد و عزت نفس وی افزایش پیدا کند. یک همبستگی میان بسامد این صداها و رضایت‌مندی جنسی در هم زن و هم مرد یافت شده‌است.
از جمله دلایلی که زنان برای ترغیب شریکشان به انزال سریع‌تر ارائه کردند این بود که مایل بودند سریع‌تر به دردها، خستگی و حتی بی‌حوصلگی هنگام رابطه پایان داده یا این‌که صرفاً رابطهٔ جنسی را در یک بازهٔ زمانی مشخص به پایان برسانند. دلایلی که زنان برای افزایش عزت نفس شریکشان ارائه می‌کردند این بود که می‌خواستند جفت‌پیوندی حاصل از آمیزش جنسی را تحکیم بخشند و در نتیجه بی‌وفایی جنسی و عاطفی شریکشان را کاهش دهند. پژوهشگران گفته‌اند که این اهداف را جنس ماده در نخستی‌سانان دیگر جز از انسان نیز مشاهده کرده‌اند.
همچنین امکان دارد که این صداها به سبب پدیدهٔ بیش‌هوایشی (Hyperventilation) تولید شوند. هم مردان و هم زنان پدیدهٔ بیش‌هوایشی را در هنگام آمیزش تجربه می‌کنند که شامل صداهای غیرارادی می‌شود.